# Siemichocze
Siemichocze [ɕɛmiˈxɔt͡ʂɛ] est un village polonais de la gmina de Nurzec-Stacja dans le powiat de Siemiatycze et dans la voïvodie de Podlachie. Il se situe à environ 9 kilomètres au sud-est de Nurzec-Stacja, à 23 kilomètres à l'est de Siemiatycze et à 76 kilomètres au sud de Białystok. 